# Lantachar
Lantachar (lat. Lantacharius, * ?; † ?) war nach Aufzeichnungen des Bischofs Marius von Avenches bis 548 fränkisch-alamannischer Herzog in der Diözese Avenches. Sein Nachfolger wurde Butilin.